# Нартешти (Галац)
Нартешти (рум. Nărtești) насеље је у Румунији у округу Галац у општини Гохор. Oпштина се налази на надморској висини од 131 m.

## Становништво
Према подацима из 2002. године у насељу је живело 911 становника, од којих су сви румунске националности.